# Steinheilia mandibularis
Steinheilia mandibularis là một loài bọ cánh cứng trong họ Cerambycidae.